# Kárpát-medencei Magyarok Baráti Társasága
Kárpát-medencei Magyarok Baráti Társasága (korábban Magyar–Román Baráti Társaság, románul: Asociația de Prietenie Ungaro-Română) a magyar és román nép barátságáért alakult kulturális szervezet.

## Története
1988-ban alapították Pécsett. Alapító elnöke Iglói Zoltán újságíró.
Az 1990-es évek során folyamatosan bővült a tagok száma, 1995-re 1000 tagot számlált.
1994-ben Budapesten, egy évre rá Kaposvárott is megalapították a helyi társaságot.
2017 januárjától Kárpát-medencei Magyarok Baráti Társasága néven működik.

## Célja
Kulturális rendezvények, találkozók szervezése.